# Cigole
Cigole (lombardul: Sìgole) település Olaszországban, Lombardia régióban, Brescia megyében. Lakosainak száma 1449 fő (2023. január 1.). Cigole Leno, Manerbio, Milzano, Pavone del Mella és San Gervasio Bresciano községekkel határos.

## Népesség
A település lakossága az elmúlt években az alábbi módon változott:
| Lakosok száma | 1584 | 1544 | 1449 |
|               | 2017 | 2018 | 2023 |